# 摇滚国度
摇滚国度（英語：Roc Nation）是美国的一个音乐厂牌及娱乐公司，由Jay-Z于2008年创立。该公司在纽约、伦敦、纳什维尔和洛杉矶设有办公室。